# Walter Montillo
Walter Damián Montillo (Lanús, Argentina, 14 de abril de 1984) es un exfutbolista, representante y escritor argentino. Se desempeñaba como volante ofensivo.

## Carrera
Los primeros pasos los da en el Club Villa Modelo de Gerli, famoso por sacar cracks como Gustavo López, Zanetti y los hermanos Diego y Gabriel Milito. Fue el club de PAPI fútbol con la cancha más grande de Sudamérica.

### Su comienzo en San Lorenzo
Sus inicios en el fútbol los realizó en las divisiones inferiores de San Lorenzo donde debuta oficialmente el año 2002. Ese mismo año consigue la Copa Sudamericana 2002. Su presentación generó bastante entusiasmo porque daba el perfil ideal para asociarse con Romagnoli en las tareas creativas. Sin embargo, a las pocas semanas de su debut se lesionó el tobillo en una práctica y quedó inactivo durante gran parte de la temporada. En la segunda mitad de 2003, con "Pipo" Gorosito como DT y Romagnoli lesionado, debió madurar a la fuerza y tuvo que ser la manija del equipo. Ese fue su punto de despegue. Fue el conductor del equipo y la revelación del equipo subcampeón del Apertura 2003.

### Su ida a México Monarcas Morelia y regreso a San Lorenzo
A mediados del año 2006 se va cedido a los Monarcas Morelia y se convierte en titular del club mexicano.
A mediados de 2007 vuelve a San Lorenzo, en ese entonces dirigido por Ramón Díaz, pero tiene muy pocas oportunidades de jugar y solo juega 6 partidos durante ese semestre, debido a que nunca fue del gusto del entrenador.
Por su falta de continuidad en San Lorenzo, termina siendo vendido al club Universidad de Chile.

### Su apogeo en la Universidad de Chile
Firma por la Universidad de Chile para la temporada 2008, en un contrato de 5 años, a cambio de US$1.000.000 y se convierte en una de las transacciones más caras del año en el fútbol chileno.
Debuta por la Universidad de Chile el 14 de febrero de 2008 en Viña del Mar, en un partido contra Everton en el estadio Sausalito.
Es denominado el "Buque Insignia" por el extécnico del club Universidad de Chile, Sergio Markarián, ya que Montillo está llamado a ser el conductor del equipo.
Con el título obtenido con la "Universidad de Chile" (Torneo de Apertura 2009) se reafirma el cariño que se ganó de la hinchada azul por su participación, convirtiéndose en uno de los jugadores más queridos del plantel, junto con algunos como Miguel Pinto, Manuel Iturra y Juan Manuel Olivera.
En los partidos válidos por la Copa Sudamericana 2009 ante Deportivo Cali e Internacional (ambos partidos en calidad de visitante), el Buque Insignia se inscribió con un gol en cada partido, ratificando que es una pieza esencial del andamiaje del esquema azul y además que su nivel es sólo comparable al del último gran "10" de la Universidad de Chile: Leonardo Rodríguez.
En el periodo de 2010, estuvo presente en el primer semestre de la Liga Chilena donde anotó contra Cobresal y Unión San Felipe con notable actuación incluida, su último partido por la Liga Chilena fue contra Audax Italiano el 22 de julio de 2010 en Viña del Mar (mismo estadio donde debutó).
También estuvo presente en los partidos válidos por la Copa Libertadores 2010 donde convirtió contra Flamengo de Brasil en el Estadio Maracaná válido por la fase de grupos y en el Estadio Santa Laura válido por los cuartos de final de la copa que terminó significando la clasificación para la "U" a Semifinales de la Copa y también fue nombrado como "Joyita" por la mayoría de los medios sudamericanos y siendo elegido el "Mejor gol de la semana" y el Top 1 en los 10 mejores en Fox Sports Latinoamérica.
Sus excelentes actuaciones en la Copa Libertadores 2010 con la Universidad de Chile (llegando a disputar una histórica Semifinal), lo llevaron a intereses de varios clubes Sudamericanos, entre ellos el mismo Flamengo que sucumbió ante Universidad de Chile, pero finalmente cierra un fichaje por US$3.500.000 en el Cruzeiro de Brasil, con la condición de que este pudiera jugar la Semifinal de la Copa Libertadores 2010, y una virtual Final además de también jugar dos partidos correspondientes al Torneo Nacional de Chile 2010, el jugador fue presentado en Belo Horizonte ante aproximadamente 150 hinchas de Cruzeiro.
El 3 de agosto de 2010 juega su último partido oficial por Universidad de Chile contra Chivas de Guadalajara válido por la Semifinal de la Copa Libertadores 2010, al terminar el partido la hinchada le dedicó cánticos agradeciéndole su paso por Universidad de Chile.

### Cruzeiro
El 2 de julio de 2010 en su contratación fue anunciada por Cruzeiro $ 3.5 millones. Si se presenta al club brasileño tras el final de la participación de la Universidad de Chile en la Copa Libertadores 2010. Su debut con el Cruzeiro ocurrido el 15 de agosto, en el partido contra el Sao Paulo, el campeonato brasileño. Adaptado rápidamente y el 25 de agosto, anotó el primer gol llevando la camiseta celeste en la victoria 1-0 sobre Corinthians en el Campeonato Brasileiro partido válido y que se celebró en plomo Uberlândia.Além de la media de campo, ha demostrado ser un goleador como nunca antes en 15 partidos, ya había anotado 7 veces, superando las metas que se había hecho a lo largo de su ciclo en San Lorenzo, en el que reconoció como el mejor momento de su carrera. Con ello, el uso del personal, en torno al 50%, se elevó al 62%. El 5 de diciembre de 2010, después de ganar el segundo lugar en el Campeonato Brasileño, Montillo fue galardonado con el Trofeo Armando Nogueira como el mejor jugador de la competición. Al día siguiente, el jugador recibió el Balón de Plata Revista Puntos como uno de los mejores medio del Campeonato Brasileño, recibiendo el premio de manos Juan Pablo Sorín, quien le aconsejó que fuera al club y nos hizo un punto de viajar especialmente para el premio desde que estaba en Argentina.
En 2011, el primer partido de la Copa Libertadores con Cruzeiro, celebrada en el año, Montillo anotó dos goles, ayudando en la goleada sobre Estudiantes, Cruzeiro goleó 4 a 0. Sorprendentemente, el Cruzeiro fue eliminado en la segunda ronda incluso de final ante el Once Caldas de Colombia. En la Liga Premier, después de haber sido criticado, junto con todo el equipo del Cruzeiro, que comenzó muy mal el Brasileirão, Montillo reunió con su buen fútbol con la llegada del entrenador Joel Santana. Anotó los dos goles en la victoria sobre el Gremio para el octavo asalto, el 6 de julio, alcanzando el rango de artillero del campeonato para tomar unas cuantas rondas. A diferencia de en medio de Cruzeiro una campaña terrible, que sólo se deshizo de un descenso sin precedentes en la última ronda, Montillo recibir su segundo Balón de Plata y luego como uno de los mejores de la mitad de la temporada. Fue el centrocampista argentino que ha marcado más goles en el año.
El 25 de febrero de 2012, se convirtió en el máximo anotador en la historia del Cruzeiro extranjero desde 1942, cuando el club de desassumio forma de Palestra Italia después de anotar dos goles en contra de la victoria en el Campeonato 2-0. Estado, llegando a la marca de 30 goles para el equipo, superando colombiano Víctor Hugo Aristizábal, quien había anotado 28 goles con la camiseta celeste. En marzo, el jugador renovó su contrato para trabajar por Cruzeiro hasta el final de 2015. El Presidente Gilvan de Pinho Tavares fina terminación aumentó a 80 millones de euros, lo que Montillo el jugador más caro en América del Sur. El 18 de julio Montillo terminó su partido número cien con una camisa celeste, trabajando contra los portugueses en un partido por el campeonato brasileño. El equipo minero ganó por 2-0.

### Santos
El 12 de enero dio un gran paso en su carrera. El volante argentino, que hasta la temporada pasada estaba defendiendo la camiseta de Cruzeiro, fue transferido a Santos en U$8 millones. El 14 de enero fue presentado con la camiseta del Santos el argentino que usará la ‘10’ de Pelé en el Santos.

### Tigre
Tras un paso por el fútbol de China y un breve paso por el Botafogo de Brasil, por sus reiteradas lesiones decide retirarse del fútbol profesional con lágrimas entre los ojos.
Después de 6 meses de inactividad desde su retiro, el club que le abrió las puertas para volver a hacer lo que más amaba fue Tigre, que peleaba por no descender y era un desafío que le gustó a Walter. Empezó a entrenarse a la par de sus compañeros, pero antes de su debut oficial, en un desafortunado amistoso se vuelve a lesionar. Tras 6 meses de recuperación por fin hace su debut a mitad de temporada con el club.
Con un Montillo encendidísimo y un plantel que jugaba bien, Tigre termina noveno en la tabla de posiciones y Walter Montillo terminó primero en la tabla de asistencias y dentro del equipo ideal de la Superliga, pero a El Matador de Victoria no le alcanzó y perdió la categoría, la temporada que viene tendría que jugar en la segunda división del fútbol argentino.
Sin embargo Tigre jugaba la Copa de la Superliga, donde competían todos los equipos de primera división de la última temporada, incluyendo a los que descendieron. 
Nuevamente con un buen juego de Tigre y un Montillo descomunal, El Matador logra llegar a la final con Boca Juniors. En un a final disputada en Córdoba, Tigre logra coronarse campeón con un resultado 2 a 0 a su favor. Montillo levantaba su primer título con el club y era elegido el mejor jugador de la copa. Con esta gran alegría para el club, ya se preparaban con todo para volver el año que viene de nuevo a primera división.

### Regreso a Universidad de Chile y anuncio de su retiro
Tras destrabar su salida de Tigre, sella su incorporación a Universidad de Chile a principios de 2020, club donde declaró querer finalizar su carrera de fútbol profesional.
En el club chileno se desempeña de muy buena forma durante gran parte del torneo local en primera división, mientras el equipo trataba de salir de posiciones complicadas que lo acercaban al descenso directo. En sintonía con sus compañeros y formando una gran sociedad con el también argentino Joaquín Larrivey, se convierte en uno de los principales ejes de ataque del equipo y consolida su importancia dentro de la plantilla. Con la llegada del director técnico  Rafael Dudamel, en noviembre de 2020, empieza a perder protagonismo de la oncena titular y el esquema táctico empieza a desfavorecer la utilización de un '10' natural. De igual manera, problemas con su renovación y conflictos comunicacionales con la gerencia deportiva complican su continuidad en el club, y en menos de una semana de intensas disputas en la interna, Walter Montillo anuncia sorpresivamente su retiro de la actividad profesional a sus 36 años.
Su último partido profesional lo juega frente a Deportes Antofagasta el día 13 de febrero de 2021 en una victoria por 3 a 1 de la escuadra universitaria. Fue sustituido entre aplausos de sus compañeros y homenajeado al final del partido por la institución.

## Selección nacional
Como jugador de la Selección Juvenil de Argentina llegó a demostrar gran calidad, desplazando incluso a jugadores de la talla de Javier Saviola. Su actuación más notable fue en el año 2003, año en que disputó con la "Albiceleste" el Mundial Juvenil Sub-20, realizado en los Emiratos Árabes Unidos donde fue dirigido por Hugo Tocalli. En ese torneo consiguió el cuarto lugar con su selección.
Su primera nominación para jugar por la Selección Argentina fue para el partido de vuelta del Superclásico de las Américas 2011 contra Brasil. En este mismo debutó como titular, disputando todo el encuentro. Finalmente el partido acabó 2-0 a favor de los brasileños. El 18 de noviembre de 2011 es convocado por Alejandro Sabella para el partido de vuelta del Superclásico de las Américas, en el cual fue titular. Jugó un muy buen partido, que ganó la Selección Argentina 2-1, pero en la tanda de penales erro su penal y la Selección de Brasil ganó 3-4 en la tanda de penales. El 21 de enero de 2013 fue convocado por Alejandro Sabella para el amistoso contra la Selección de Suecia, en el cual entró en reemplazo de Ángel Di María. Tuvo un buen rendimiento, le puso una pelota a Lionel Messi que casi se convierte en gol, a pesar de esto la Selección Argentina ganó 3-2. El 7 de marzo de 2013 fue convocado para jugar la doble fecha de eliminatoria frente a Bolivia y Venezuela, el día del partido se conoce que Montillo hará presencia como titular en reemplazo de Ángel Di María ante la Selección de Venezuela. Tuvo un buen rendimiento en el partido con jugadas de pared y remates al arco, incluso participó en el primer gol de la Selección Argentina en una jugada con Lionel Messi que terminó en el gol de Gonzalo Higuaín. El 23 de mayo de 2013 es convocado por Alejandro Sabella para la doble fecha de eliminatoria contra Selección de Colombia y Selección de Ecuador.
Su último partido por la Selección de Fútbol de Argentina se produjo el 15 de junio de 2013 en la victoria por 4-0 en un partido preparatorio para el Mundial Brasil 2014 frente a la Selección de Fútbol de Guatemala

### Participaciones en Copas del Mundo Sub-20
| Mundial                 | Sede | Resultado    | PJ |
| ----------------------- | ---- | ------------ | -- |
| Mundial Juvenil de 2003 | EAU  | Cuarto lugar | 6  |

| \| N.º \| Fecha \| Estadio \| Local \| Resultado \| Visitante \| Goles \| Competición \| \| ----- \| ------------------------ \| -------------------------- \| --------- \| --------- \| --------- \| ----- \| ----------------- \| \| 1 \| 28 de septiembre de 2011 \| Mangueirão, Belém \| Brasil \| 2-0 \| Argentina \| \| Amistoso \| \| 2 \| 21 de noviembre de 2012 \| La Bombonera, Buenos Aires \| Argentina \| 2-1 \| Brasil \| \| Amistoso \| \| 3 \| 6 de febrero de 2013 \| Ullevi, Västra Götaland \| Suecia \| 2-3 \| Argentina \| \| Amistoso \| \| 4 \| 22 de marzo de 2013 \| Monumental, Buenos Aires \| Argentina \| 3-0 \| Venezuela \| \| Elim. Brasil 2014 \| \| Total \| \| Presencias \| 4 \| \| Goles \| 0 \| ---- \| |                          |                            |           |           |           |       |                   |
| N.º | Fecha                    | Estadio                    | Local     | Resultado | Visitante | Goles | Competición       |
| 1 | 28 de septiembre de 2011 | Mangueirão, Belém          | Brasil    | 2-0       | Argentina |       | Amistoso          |
| 2 | 21 de noviembre de 2012  | La Bombonera, Buenos Aires | Argentina | 2-1       | Brasil    |       | Amistoso          |
| 3 | 6 de febrero de 2013     | Ullevi, Västra Götaland    | Suecia    | 2-3       | Argentina |       | Amistoso          |
| 4 | 22 de marzo de 2013      | Monumental, Buenos Aires   | Argentina | 3-0       | Venezuela |       | Elim. Brasil 2014 |
| Total |                          | Presencias                 | 4         |           | Goles     | 0     | ----              |

## Obras
- Gracias a la Vida (2021). Planeta. ISBN 9789563609226

- Carlitos Cachaña (2022). Planeta Junior. ISBN 9789566159544

## Estadísticas

### Clubes
| Club                                                                     | Div.                | Temporada           | Liga  | Liga  | Liga   | Estatal(1) | Estatal(1) | Estatal(1) | Copas nacionales(2) | Copas nacionales(2) | Copas nacionales(2) | Torneos internacionales(3) | Torneos internacionales(3) | Torneos internacionales(3) | Otras competiciones(4) | Otras competiciones(4) | Otras competiciones(4) | Total | Total | Total  | Media goleadora(5) |
| Club                                                                     | Div.                | Temporada           | Part. | Goles | Asist. | Part.      | Goles      | Asist.     | Part.               | Goles               | Asist.              | Part.                      | Goles                      | Asist.                     | Part.                  | Goles                  | Asist.                 | Part. | Goles | Asist. | Media goleadora(5) |
| ------------------------------------------------------------------------ | ------------------- | ------------------- | ----- | ----- | ------ | ---------- | ---------- | ---------- | ------------------- | ------------------- | ------------------- | -------------------------- | -------------------------- | -------------------------- | ---------------------- | ---------------------- | ---------------------- | ----- | ----- | ------ | ------------------ |
| San Lorenzo Argentina                                                    |                     |                     |       |       |        |            |            |            |                     |                     |                     |                            |                            |                            |                        |                        |                        |       |       |        |                    |
| 1°                                                                       | 2002-03             | 4                   | 0     | 0     | —      | —          | —          | —          | —                   | —                   | —                   | —                          | —                          | —                          | —                      | —                      | 4                      | 0     | 0     | 0,00   |                    |
| 1°                                                                       | 2003-04             | 30                  | 3     | 4     | —      | —          | —          | —          | —                   | —                   | 3                   | 1                          | 0                          | —                          | —                      | —                      | 33                     | 4     | 4     | 0,12   |                    |
| 1°                                                                       | 2004-05             | 28                  | 1     | 1     | —      | —          | —          | —          | —                   | —                   | 7                   | 0                          | 0                          | —                          | —                      | —                      | 35                     | 1     | 1     | 0,03   |                    |
| 1°                                                                       | 2005-06             | 29                  | 2     | 7     | —      | —          | —          | —          | —                   | —                   | —                   | —                          | —                          | —                          | —                      | —                      | 29                     | 2     | 7     | 0,07   |                    |
| Monarcas Morelia · México                                                |                     |                     |       |       |        |            |            |            |                     |                     |                     |                            |                            |                            |                        |                        |                        |       |       |        |                    |
| 1°                                                                       | 2006-07             | 25                  | 2     | 1     | —      | —          | —          | —          | —                   | —                   | 3                   | 0                          | 0                          | —                          | —                      | —                      | 28                     | 2     | 1     | 0,07   |                    |
| San Lorenzo Argentina                                                    |                     |                     |       |       |        |            |            |            |                     |                     |                     |                            |                            |                            |                        |                        |                        |       |       |        |                    |
| 1°                                                                       | 2007                | 6                   | 0     | 1     | —      | —          | —          | —          | —                   | —                   | —                   | —                          | —                          | —                          | —                      | —                      | 6                      | 0     | 1     | 0,00   |                    |
| Total club                                                               | Total club          | 97                  | 6     | 13    | 0      | 0          | 0          | 0          | 0                   | 0                   | 10                  | 1                          | 0                          | 0                          | 0                      | 0                      | 107                    | 7     | 13    | 0,07   |                    |
| Universidad de Chile · Chile                                             |                     |                     |       |       |        |            |            |            |                     |                     |                     |                            |                            |                            |                        |                        |                        |       |       |        |                    |
| 1°                                                                       | 2008                | 29                  | 5     | 5     | —      | —          | —          | —          | —                   | —                   | —                   | —                          | —                          | 6                          | 1                      | 1                      | 35                     | 6     | 6     | 0,17   |                    |
| 1°                                                                       | 2009                | 11                  | 2     | 3     | —      | —          | —          | —          | —                   | —                   | 10                  | 3                          | 2                          | 7                          | 0                      | 1                      | 28                     | 5     | 6     | 0,18   |                    |
| 1°                                                                       | 2010                | 10                  | 2     | 5     | —      | —          | —          | —          | —                   | —                   | 11                  | 2                          | 3                          | —                          | —                      | —                      | 21                     | 4     | 8     | 0,19   |                    |
| Total 1.ª etapa                                                          | Total 1.ª etapa     | 50                  | 9     | 13    | 0      | 0          | 0          | 0          | 0                   | 0                   | 21                  | 5                          | 5                          | 13                         | 1                      | 2                      | 84                     | 15    | 20    | 0,18   |                    |
| Cruzeiro EC · Brasil                                                     |                     |                     |       |       |        |            |            |            |                     |                     |                     |                            |                            |                            |                        |                        |                        |       |       |        |                    |
| 1°                                                                       | 2010                | 23                  | 7     | 8     | —      | —          | —          | —          | —                   | —                   | —                   | —                          | —                          | —                          | —                      | —                      | 23                     | 7     | 8     | 0,30   |                    |
| 1°                                                                       | 2011                | 34                  | 12    | 9     | 10     | 6          | 1          | —          | —                   | —                   | 7                   | 3                          | 4                          | —                          | —                      | —                      | 51                     | 21    | 14    | 0,41   |                    |
| 1°                                                                       | 2012                | 32                  | 4     | 7     | 11     | 4          | 2          | 2          | 0                   | 0                   | —                   | —                          | —                          | —                          | —                      | —                      | 45                     | 8     | 9     | 0,18   |                    |
| Total club                                                               | Total club          | 89                  | 23    | 24    | 21     | 10         | 3          | 2          | 0                   | 0                   | 7                   | 3                          | 4                          | 0                          | 0                      | 0                      | 119                    | 36    | 31    | 0,30   |                    |
| Santos FC · Brasil                                                       |                     |                     |       |       |        |            |            |            |                     |                     |                     |                            |                            |                            |                        |                        |                        |       |       |        |                    |
| 1°                                                                       | 2013                | 26                  | 5     | 8     | 18     | 2          | 2          | 5          | 1                   | 1                   | —                   | —                          | —                          | —                          | —                      | —                      | 49                     | 8     | 11    | 0,16   |                    |
| 1°                                                                       | 2014                | —                   | —     | —     | 1      | 0          | 0          | —          | —                   | —                   | —                   | —                          | —                          | —                          | —                      | —                      | 1                      | 0     | 0     | 0,00   |                    |
| Total club                                                               | Total club          | 26                  | 5     | 8     | 19     | 2          | 2          | 5          | 1                   | 1                   | 0                   | 0                          | 0                          | 0                          | 0                      | 0                      | 50                     | 8     | 11    | 0,16   |                    |
| Shandong Luneng China                                                    |                     |                     |       |       |        |            |            |            |                     |                     |                     |                            |                            |                            |                        |                        |                        |       |       |        |                    |
| 1°                                                                       | 2014                | 26                  | 2     | 7     | —      | —          | —          | 5          | 0                   | 2                   | 6                   | 0                          | 1                          | —                          | —                      | —                      | 37                     | 2     | 10    | 0,05   |                    |
| 1°                                                                       | 2015                | 14                  | 3     | 6     | —      | —          | —          | 5          | 1                   | 0                   | 4                   | 2                          | 4                          | —                          | —                      | —                      | 23                     | 6     | 10    | 0,26   |                    |
| 1°                                                                       | 2016                | 24                  | 9     | 4     | —      | —          | —          | 2          | 0                   | 0                   | 10                  | 4                          | 2                          | —                          | —                      | —                      | 36                     | 13    | 6     | 0,36   |                    |
| Total club                                                               | Total club          | 64                  | 14    | 17    | 0      | 0          | 0          | 12         | 1                   | 2                   | 20                  | 6                          | 7                          | 0                          | 0                      | 0                      | 96                     | 21    | 26    | 0,22   |                    |
| Botafogo FR · Brasil                                                     |                     |                     |       |       |        |            |            |            |                     |                     |                     |                            |                            |                            |                        |                        |                        |       |       |        |                    |
| 1°                                                                       | 2017                | 6                   | 0     | 0     | 7      | 0          | 0          | —          | —                   | —                   | 4                   | 0                          | 0                          | —                          | —                      | —                      | 17                     | 0     | 0     | 0,00   |                    |
| Entre 2017 y 2018 abandona la práctica del fútbol profesional.           |                     |                     |       |       |        |            |            |            |                     |                     |                     |                            |                            |                            |                        |                        |                        |       |       |        |                    |
| CA Tigre Argentina                                                       |                     |                     |       |       |        |            |            |            |                     |                     |                     |                            |                            |                            |                        |                        |                        |       |       |        |                    |
| 1°                                                                       | 2018-19             | 20                  | 4     | 9     | —      | —          | —          | 8          | 2                   | 0                   | —                   | —                          | —                          | —                          | —                      | —                      | 28                     | 6     | 9     | 0,21   |                    |
| 2°                                                                       | 2019                | 14                  | 2     | 2     | —      | —          | —          | 1          | 0                   | 0                   | —                   | —                          | —                          | —                          | —                      | —                      | 15                     | 2     | 2     | 0,13   |                    |
| Total club                                                               | Total club          | 34                  | 6     | 11    | 0      | 0          | 0          | 9          | 2                   | 0                   | 0                   | 0                          | 0                          | 0                          | 0                      | 0                      | 43                     | 8     | 11    | 0,19   |                    |
| Universidad de Chile · Chile                                             |                     |                     |       |       |        |            |            |            |                     |                     |                     |                            |                            |                            |                        |                        |                        |       |       |        |                    |
| 1°                                                                       | 2020                | 31                  | 4     | 11    | —      | —          | —          | 1          | 0                   | 0                   | 1                   | 0                          | 0                          | —                          | —                      | —                      | 33                     | 4     | 11    | 0,12   |                    |
| Total club                                                               | Total club          | 81                  | 13    | 24    | 0      | 0          | 0          | 1          | 0                   | 0                   | 22                  | 5                          | 5                          | 13                         | 1                      | 2                      | 117                    | 19    | 31    | 0,16   |                    |
| Total en su carrera                                                      | Total en su carrera | Total en su carrera | 422   | 69    | 98     | 47         | 12         | 5          | 29                  | 4                   | 3                   | 66                         | 15                         | 16                         | 13                     | 1                      | 2                      | 577   | 101   | 124    | 0,18               |
| (1) Incluye Campeonato Mineiro, Campeonato Paulista y Campeonato Carioca |                     |                     |       |       |        |            |            |            |                     |                     |                     |                            |                            |                            |                        |                        |                        |       |       |        |                    |

## Palmarés

### Campeonatos regionales
| Título             | Club     | Estado       | Año  |
| ------------------ | -------- | ------------ | ---- |
| Campeonato Mineiro | Cruzeiro | Minas Gerais | 2012 |

### Campeonatos nacionales
| Título                    | Club                    | País      | Año    |
| ------------------------- | ----------------------- | --------- | ------ |
| Primera División de Chile | Universidad de Chile    | Chile     | A-2009 |
| Copa de China             | Shandong Luneng Taishan | China     | 2014   |
| Supercopa de China        | Shandong Luneng Taishan | China     | 2015   |
| Copa Superliga            | Tigre                   | Argentina | 2019   |

### Campeonatos internacionales
| Título            | Club        | Sede         | Año  |
| ----------------- | ----------- | ------------ | ---- |
| Copa Sudamericana | San Lorenzo | Buenos Aires | 2002 |

### Distinciones individuales
| Distinción                                                     | Año     |
| -------------------------------------------------------------- | ------- |
| Parte del equipo ideal de la revista El Gráfico de Chile       | 2008    |
| Equipo ideal del Brasileirão                                   | 2010    |
| Mejor gol de la Copa Libertadores                              | 2010    |
| Mejor volante por derecha del Brasileirão                      | 2010    |
| Balón de plata de Brasil                                       | 2010    |
| Balón de plata de Brasil                                       | 2011    |
| Máximo goleador extranjero de Cruzeiro                         | 2012    |
| Equipo ideal de América                                        | 2012    |
| Entre los 50 mejores históricos de Universidad de Chile por AS | 2016    |
| Máximo asistidor de la Superliga Argentina                     | 2019    |
| Miembro del equipo ideal de la Superliga Argentina             | 2018-19 |
| Mejor jugador de la Copa de la Superliga                       | 2019    |